# Stemmadenia litoralis
Stemmadenia litoralis là một loài thực vật có hoa trong họ La bố ma. Loài này được (Kunth) L.Allorge miêu tả khoa học đầu tiên năm 1985.

## Hình ảnh

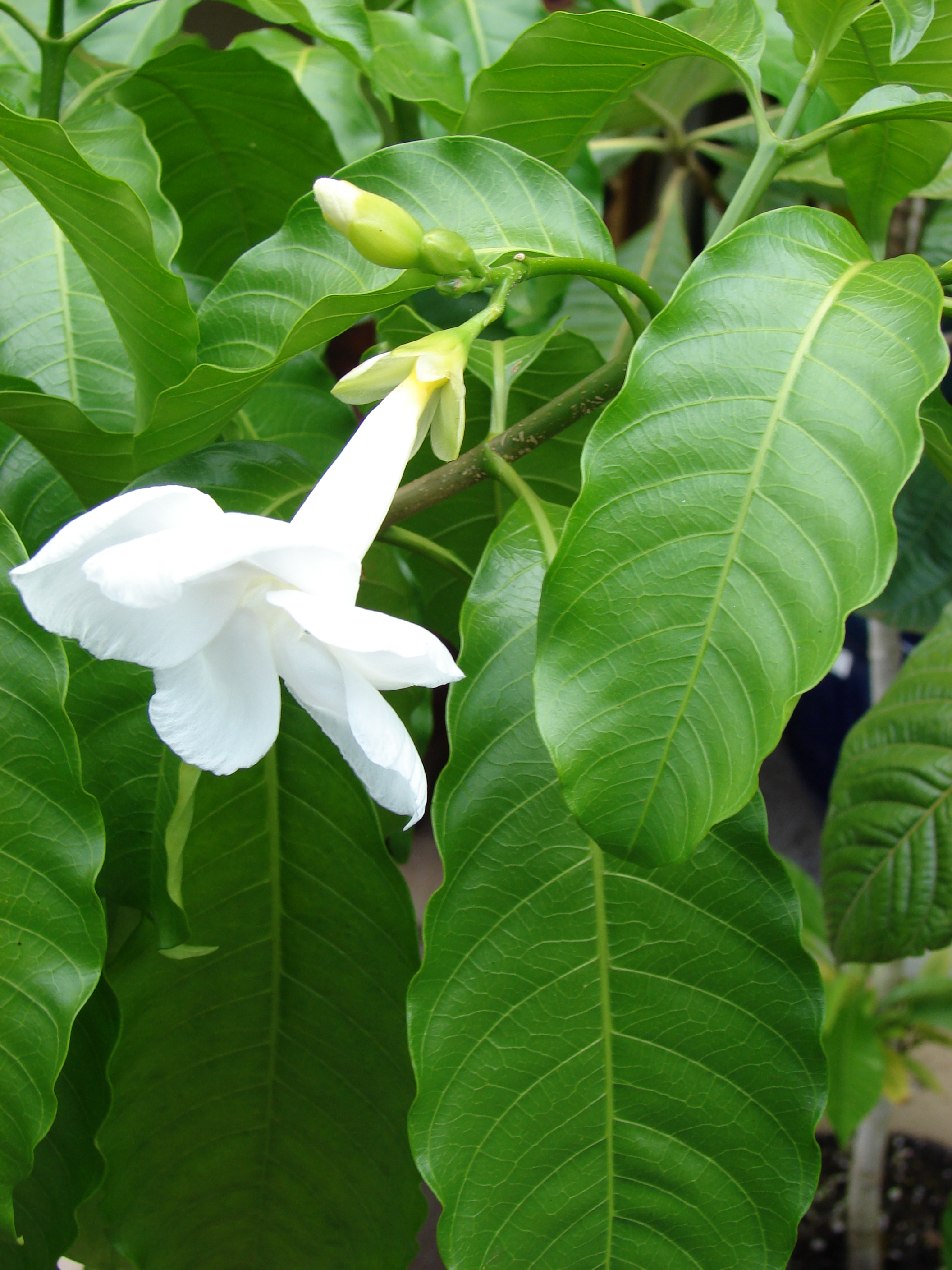
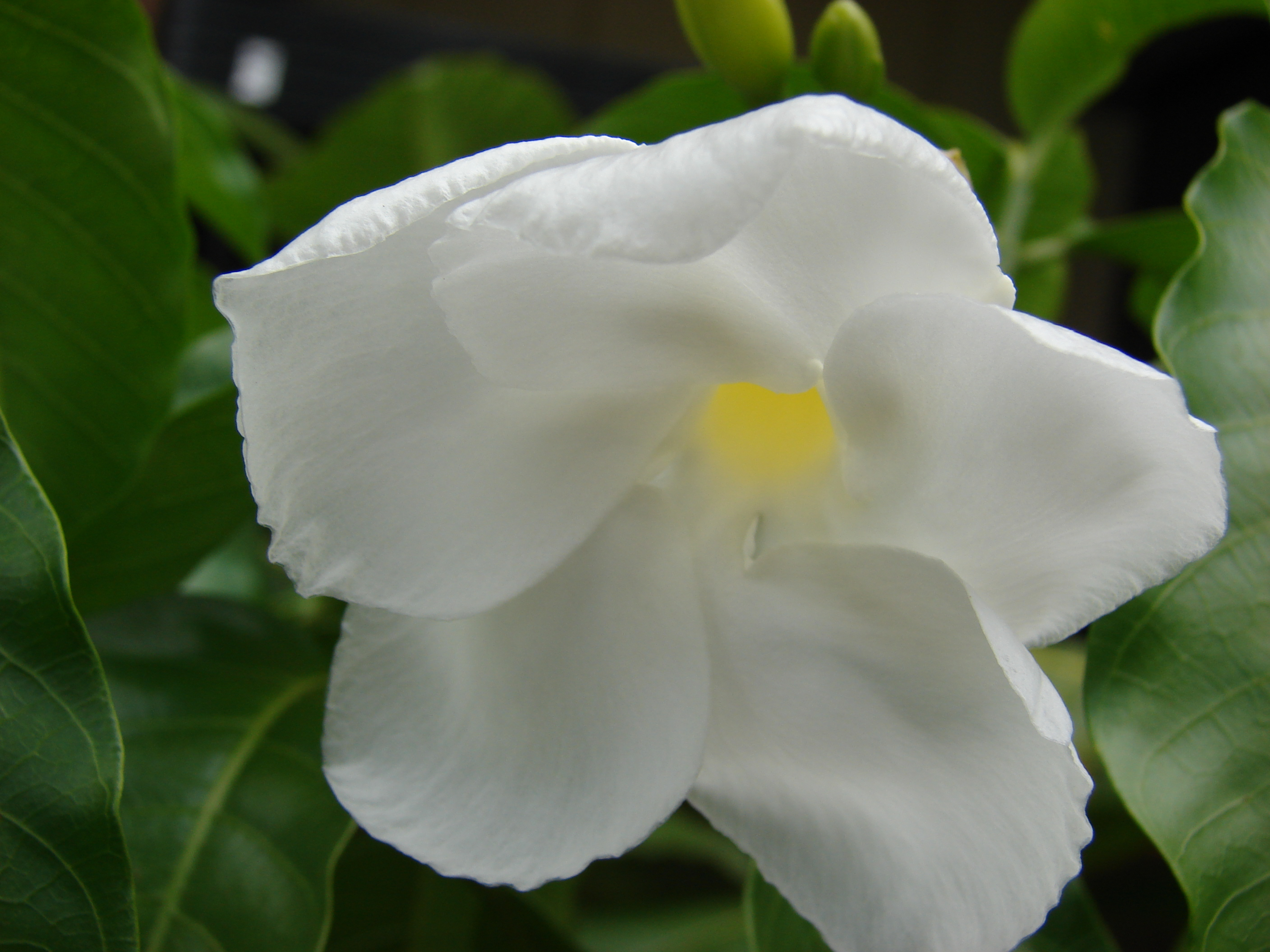
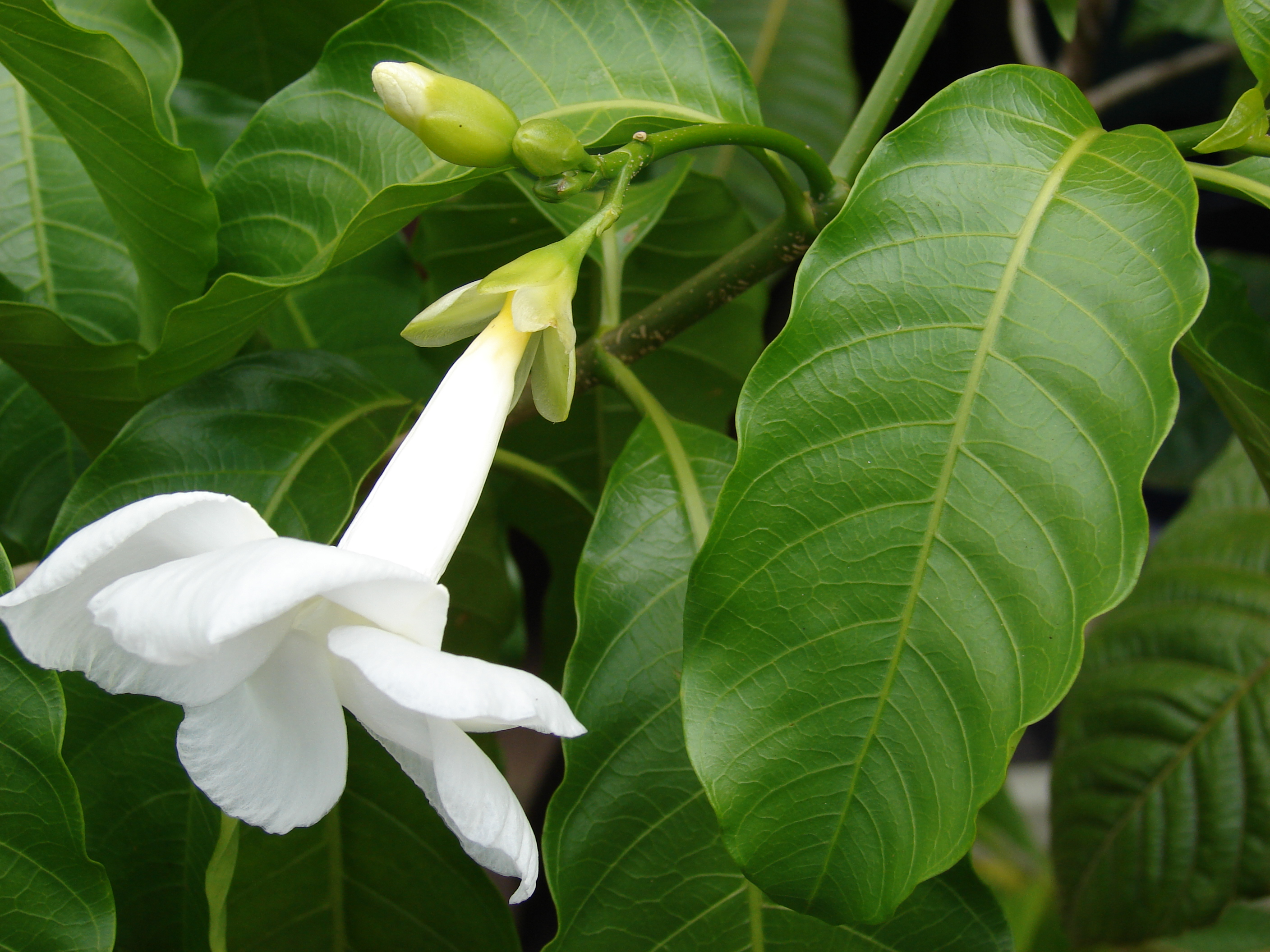
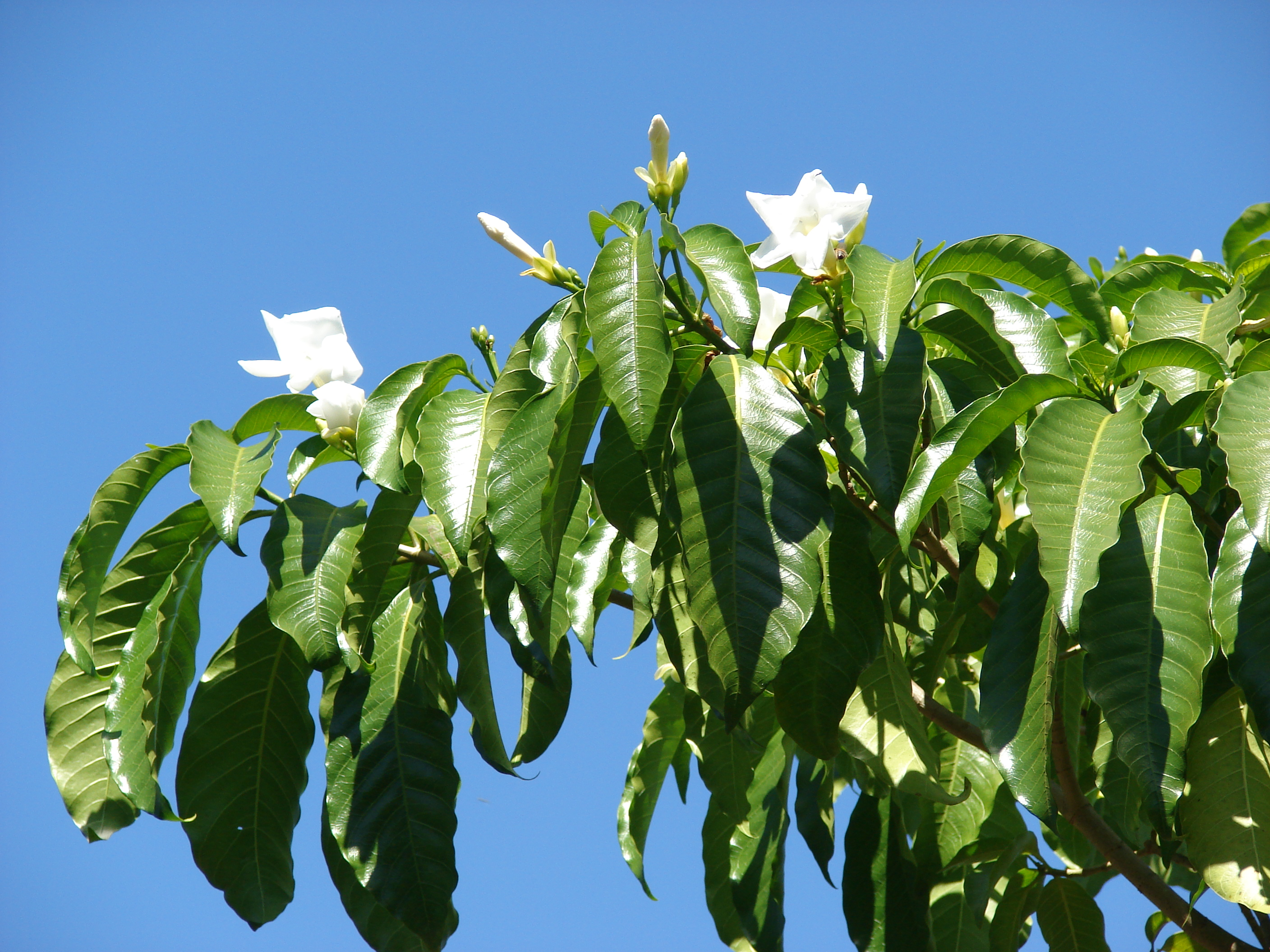